# Vincent Kaufmann
Pour les articles homonymes, voir Kaufmann.
Vincent Kaufmann, né le 27 février 1969 à Genève, est un sociologue suisse spécialisé dans les études de mobilité et la sociologie urbaine. 
Il est professeur de sociologie à l'EPFL (École Polytechnique Fédérale de Lausanne) et dirige le Laboratoire de sociologie urbaine au sein de la Faculté de l’environnement naturel, architectural et construit.

## Biographie

### Origines et études
Vincent Kaufmann naît le 27 février 1969 à Genève.
Après sa maturité, de type artistique, en 1988, il étudie la sociologie à l'Université de Genève et obtient sa licence (Master) en 1992. Il rejoint Michel Bassand à l'EPFL en tant que doctorant pour travailler sur la sociologie urbaine et les mobilités, en particulier sur les rationalités qui sous-tendent les pratiques modales de transport. Il obtient son doctorat avec une thèse intitulée "Sociologie de la mobilité urbaine : la question du rapport modal" en 1998.

### Parcours universitaire et professionnel
Il poursuit ses travaux en tant que post-doctorant à l'Institut de recherche de l'environnement construit (IREC) de l'EPFL, puis il rejoint l'Université de Lancaster en tant que conférencier invité en 2000,. 
En 2001, il devient chercheur invité à l'École nationale des ponts et chaussées au sein du Laboratoire Techniques, Territoires et Société et poursuit ses recherches sur la perception et le choix modal. En 2002, il est nommé maître de conférences à l'Université de Cergy-Pontoise .
En 2003, il devient professeur assistant à l'EPFL et est promu professeur associé en 2010. Depuis 2003, il dirige le Laboratoire de sociologie urbaine de laFaculté de l’environnement naturel, architectural et construit de l'EPFL.
Depuis 2011, il est directeur scientifique du Forum Vies Mobiles à Paris. 
En 2020, il devient Vice-doyen pour l’éducation et le transfert de savoir de la Faculté de l’environnement naturel, architectural et construit de l'EPFL. 
En tant que conférencier invité, il a notamment enseigné à l'Université du Québec (2008), à l'Université Radboud de Nimègue (2010), à l'Université de Toulouse-Jean Jaurès (2011), à l'Université polytechnique de Milan (2016), à l'Université catholique de Louvain (2004-2018) et l'Université Tongji à Shanghai (2018).

## Recherches
Les recherches de Vincent Kaufmann portent sur la motilité, la relation entre la mobilité et les modes de vie urbains, les liens entre la mobilité sociale et spatiale, les politiques publiques d'aménagement du territoire, et de transport en général. De manière interdisciplinaire, il s'appuie à la fois sur l'ingénierie, l'architecture et la sociologie pour étudier les conditions sociales qui produisent et façonnent les villes ou les territoires, principalement à travers les capacités de mobilité de ses acteurs. Ses thèmes de recherche sont entre autres la mobilité quotidienne, l'histoire résidentielle, les dynamiques de suburbanisation et de gentrification, les espaces publics, et la gestion des réseaux,,.
Il est considéré comme l'inventeur du terme et du concept de motilité appliqué au domaine de l'urbanisme, et comme quelqu'un qui a fait évoluer les théories urbaines,.

## Œuvres choisies

### Livres
- Vincent Kaufmann, Mobilité quotidienne et dynamiques urbaines: La question du report modal, 2000 (ISBN 2-88074-432-6)Cet ouvrage est tiré de la thèse de doctorat en sociologie de Vincent Kaufmann. L'auteur enquête à Berne, Genève, Lausanne et Grenoble sur les choix entre la voiture et les transports en commun, et sur les conséquences de ces choix pourr différents types de citoyens[21]. Il argumente qu'une attitude très volontariste des municipalités est indispensable pour réduire l'usage de la voiture, car les usagers ne changent pas facilement d'habitudes[22].
- Vincent Kaufmann, Les paradoxes de la mobilité: Bouger, s'enraciner, Presses Polytechniques et Universitaires Romandes, 2011 (ISBN 9782880747695)Dans cet ouvrage de 116 pages, réédité à plusieurs reprises, la mobilité est découpée en 3 axes : des conditions (« champs du possible »), des aptitudes (« motilité ») et des mouvements (« déplacements »). L'auteur enquête à Paris et s'intéresse au modèle Suisse (Bâle, Berne et Zürich) de gestion du trafic[23].
- Vincent Kaufmann, Rethinking the City: Urban Dynamics and Motility, 2011 (ISBN 9782940222476)Ce livre est en grande partie consacré au concept de motilité cher à Kaufmann. La motilité y est définie comme « les conditions d'accès pour pouvoir utiliser une offre ». L'ouvrage examine la motilité tant du point de vue théorique que par l'examen des cités européennes, illustré par de nombreuses photos[24].
- Stéphanie Vincent-Geslin et Vincent Kaufmann, Mobilité sans racines. Plus loin, plus vite... Plus mobile?, Descartes et Cie, 2012 (ISSN 0032-4663)Ecrit par un groupe de 5 auteurs, cet ouvrage examine les nouvelles formes de mobilité en Europe, à savoir le transport rapide à longue distance et la résidence secondaire proche du travail[25].
- Vincent Kaufmann, Retour sur la ville. Motilités et transformations urbaine, 2014 (ISBN 978-2-88915-068-7)L'auteur développe les principes sociologiques impliqués par le développement urbain. Pierre Lannoy a publié en 2015 une critique de l'ouvrage dont les prémisses paraissent statiques, alors que l'on devrait étudier selon lui comment changent les attitudes des acteurs au sein de la ville[26].
- Gil Viry et Vincent Kaufmann, High Mobility in Europe: Work and Personal Life, 11 août 2015 (ISBN 9781137447388)
- Vincent Kaufmann, Re-Thinking Mobility: Contemporary Sociology, 2 mars 2017 (ISBN 9781351903646)
- Vincent Kaufmann et Audikana Ander, Mobilité et libre circulation en Europe - un regard suisse (DROIT), 2017 (ISBN 978-2717869200)
- Vincent Kaufmann et Emmanuel Ravalet, L'Urbanisme par les modes de vie: Outils d'analyse pour un aménagement durable, 2019 (ISBN 978-2-94-0563-50-0)